# Штоккум-Пюшен
Штоккум-Пюшен (нім. Stockum-Püschen) — громада в Німеччині, розташована в землі Рейнланд-Пфальц. Входить до складу району Вестервальд. Складова частина об'єднання громад Вестербург.
Площа — 3,54 км2. Населення становить 625 ос. (станом на 31 грудня 2020).